# Lijst van rijksmonumenten in Hillegersberg
Hillegersberg telt 18 inschrijvingen in het rijksmonumentenregister. Hieronder een overzicht.
| Object | Oorspronkelijke functie?  | Bouwjaar | Architect       | Locatie                          | Coördinaten?                  | Nr.?   | Afbeelding                                                                               |
| --- | ------------------------- | -------- | --------------- | -------------------------------- | ----------------------------- | ------ | ---------------------------------------------------------------------------------------- |
| schutsluis in de Rotte | Waterkering en -doorlaat  |          |                 | Bergse Rechter Rottekade bij 153 | 51° 56' 46" NB, 4° 29' 25" OL | 32895  | Meer afbeeldingen                                                                        |
| Houten schutsluis in de Rotte bij Rotterdam. Vormde een verbinding tussen Rotte en Strekvaart. Verlaat van het Schielandse type, nog in gebruik | Waterkering en -doorlaat  |          |                 | Boterdorpse Verlaat bij 1        | 51° 57' 8" NB, 4° 30' 28" OL  | 32896  | Meer afbeeldingen                                                                        |
| Slotruine. Op het kerkhof het overblijfsel van kasteeltoren                                                                                     | Kasteel, buitenplaats     | 13e eeuw |                 | Kerkstraat bij 43                | 51° 57' 21" NB, 4° 29' 37" OL | 32897  | Meer afbeeldingen                                                                        |
| Hek van het kerkhof. Muur rond het kerkhof, volgens de Voorlopige Lijst, waarin twee hekpijlers met siervazen, Lodewijk XV en smeedijzeren hek  | Begraafplaats en -onderdl | 1626     |                 | Kerkstraat bij 43                | 51° 57' 21" NB, 4° 29' 36" OL | 32898  | Meer afbeeldingen                                                                        |
| Nederlands Hervormde Kerk | Kerk en kerkonderdeel     | ca. 1300 |                 | Kerkstraat 43                    | 51° 57' 23" NB, 4° 29' 36" OL | 32899  | Meer afbeeldingen                                                                        |
| Toren der Nederlands Hervormde Kerk. Toren, die in een latere periode verhoogd is. Mechanisch torenuurwerk, A. Vos en Zn., 1906, buiten gebruik | Kerk en kerkonderdeel     | ca. 1300 |                 | Kerkstraat bij 43                | 51° 57' 23" NB, 4° 29' 35" OL | 32900  | Meer afbeeldingen                                                                        |
| Voormalige raadhuis | Bestuursgebouw en onderdl | 1752     |                 | Kerkstraat 10                    | 51° 57' 27" NB, 4° 29' 37" OL | 32901  | Meer afbeeldingen                                                                        |
| Gepleisterd pand zonder verdieping, met pannen schilddak, achter het voormalige raadhuis                                                        | Dienstwoning              | 18e eeuw |                 | Kerkstraat 10/Oude raadhuislaan  | 51° 57' 27" NB, 4° 29' 37" OL | 32902  | Gepleisterd pand zonder verdieping, met pannen schilddak, achter het voormalige raadhuis |
| De Prinsenmolen | Industrie- en poldermolen | 1648     |                 | Prinsemolenpad 72                | 51° 57' 4" NB, 4° 30' 2" OL   | 32903  | Meer afbeeldingen                                                                        |
| De Vier Winden | Industrie- en poldermolen | 1776     |                 | Terbregse Rechter Rottekade 91   | 51° 57' 13" NB, 4° 30' 55" OL | 32904  | Meer afbeeldingen                                                                        |
| Boerderij, met dwars woonhuis onder hoog, pannen schilddak. Rechts een opkamer. Vensters met zesruitsschuiframen                                | Boerderij                 | 18e eeuw |                 | Terbregse Rechter Rottekade 240  | 51° 57' 27" NB, 4° 30' 59" OL | 32905  | Meer afbeeldingen                                                                        |
| De Jongenjoris | Woonhuis                  | 1878     |                 | Grindweg 93                      | 51° 57' 52" NB, 4° 29' 42" OL | 527197 | De Jongenjoris                                                                           |
| De Jongenjoris | Opslag                    | 1878     |                 | Grindweg 95                      | 51° 57' 53" NB, 4° 29' 42" OL | 527198 | Meer afbeeldingen                                                                        |
| Bergwijck: boerderij | Boerderij                 | 1859     |                 | Grindweg 97                      | 51° 57' 53" NB, 4° 29' 42" OL | 527200 | Bergwijck: boerderij                                                                     |
| Bergwijck: koetshuis annex wagenschuur | Boerderij                 | 1859     |                 | Grindweg 99                      | 51° 57' 54" NB, 4° 29' 42" OL | 527201 | Bergwijck: koetshuis annex wagenschuur                                                   |
| Villa Margaretha | Woonhuis                  | 1894     |                 | Straatweg 206                    | 51° 57' 1" NB, 4° 29' 18" OL  | 527202 | Villa Margaretha                                                                         |
| Villa Buitenlucht | Woonhuis                  | 1884     | J.I. van Waning | C.N.A.Looslaan 1                 | 51° 57' 15" NB, 4° 29' 31" OL | 527203 | Meer afbeeldingen                                                                        |
| Woonhuis Snoek | Woonhuis                  | 1939     |                 | C.N.A.Looslaan 15                | 51° 57' 21" NB, 4° 29' 17" OL | 527204 | Woonhuis Snoek                                                                           |